# Segunda División 1972-1973 (Spagna)
L'edizione 1972-73 della Segunda División fu il quarantaduesimo campionato di calcio spagnolo di seconda divisione. Il campionato vide la partecipazione di 20 squadre raggruppate in un unico gruppo. Le prime tre della classifica furono promosse in Primera División mentre le ultime quattro furono retrocesse in Tercera División.

## Classifica finale
|  |     | Classifica 1972-73 | Pt | G  | V  | N  | P  | GF | GS | DR  |
|  | --- | ------------------ | -- | -- | -- | -- | -- | -- | -- | --- |
|  | 1.  | Real Murcia        | 54 | 38 | 24 | 6  | 8  | 61 | 26 | +35 |
|  | 2.  | Elche              | 50 | 38 | 20 | 10 | 8  | 48 | 28 | +20 |
|  | 3.  | Racing Santander   | 48 | 38 | 20 | 8  | 10 | 41 | 37 | +4  |
|  | 4.  | Siviglia           | 44 | 38 | 16 | 12 | 10 | 45 | 29 | +16 |
|  | 5.  | Real Valladolid    | 42 | 38 | 15 | 12 | 11 | 42 | 32 | +10 |
|  | 6.  | Sant Andreu        | 40 | 38 | 14 | 12 | 12 | 49 | 51 | -2  |
|  | 7.  | Cadice             | 39 | 38 | 14 | 11 | 13 | 51 | 45 | +6  |
|  | 8.  | Barakaldo          | 39 | 38 | 14 | 11 | 13 | 43 | 48 | -5  |
|  | 9.  | Hércules           | 39 | 38 | 16 | 7  | 15 | 42 | 39 | +3  |
|  | 10. | Maiorca            | 39 | 38 | 15 | 9  | 14 | 37 | 33 | +4  |
|  | 11. | Rayo Vallecano     | 37 | 38 | 15 | 7  | 16 | 58 | 50 | +8  |
|  | 12. | Sabadell           | 36 | 38 | 12 | 12 | 14 | 45 | 50 | -5  |
|  | 13. | Córdoba            | 35 | 38 | 13 | 9  | 16 | 45 | 46 | -1  |
|  | 14. | Tenerife           | 35 | 38 | 13 | 9  | 16 | 36 | 38 | -2  |
|  | 15. | Osasuna            | 34 | 38 | 13 | 8  | 17 | 32 | 49 | -17 |
|  | 16. | Gimnàstic          | 33 | 38 | 12 | 9  | 17 | 35 | 48 | -13 |
|  | 17. | CD Logroñés        | 30 | 38 | 8  | 14 | 16 | 40 | 48 | -8  |
|  | 18. | Pontevedra         | 30 | 38 | 10 | 10 | 18 | 37 | 50 | -13 |
|  | 19. | Leonesa            | 30 | 38 | 10 | 10 | 18 | 37 | 53 | -16 |
|  | 20. | Valencia Mestalla  | 26 | 38 | 6  | 14 | 18 | 29 | 53 | -24 |

## Torneo per la permanenza
|           | Risultato |                   | Andata | Ritorno |  |
| --------- | --------- | ----------------- | ------ | ------- |  |
| Tenerife  | 6 - 2     | Ensidesa          | 6 - 2  | 0 - 0   |  |
| Osasuna   | 3 - 2     | CD Cartagena      | 2 - 0  | 1 - 2   |  |
| Córdoba   | 5 - 3     | Girona            | 3 - 0  | 2 - 3   |  |
| Gimnàstic | 5 - 1     | Atlético Madrid B | 4 - 0  | 1 - 1   |  |

## Verdetti
- Real Murcia,  Elche e  Racing Santander promosse in Primera División 1973-1974.
- CD Logroñés,  Pontevedra,  Leonesa e  Valencia Mestalla retrocesse in Tercera División.